# Ковачич, Анте
Анте Ковачич (хорв. Ante Kovačić; 6 июня 1854, Целине-Горичке — 10 марта 1889, Врапче, Загреб) — хорватский писатель, наиболее известный по своей работе «В регистратуре» (U registraturi).

## Биография
Анте Ковачич родился в семье хорватских крестьян в деревне Целине-Горичке, в окрестностях поселения Мария-Горица в Хорватском Загорье. Его родителями были Иван Ковачич (1826–1906) и Ана Вугринец, поженившиеся в Мария-Горице. Отец Анте мечтал о том, чтобы сын стал священником. Тот же получил юридическое образование.
Ковачич начал свою писательскую деятельность в 1875 году. Его первые работы были выдержаны в духе романтизма, но с годами его творчество оказалось под сильным влиянием литературы реализма. Его рассказы и романы часто имели сильные сатирические подтексты и представляли суровую критику несправедливости в хорватском обществе того времени. Один из его романов Među žabari остался незавершённым из-за того, что жители Карловаца протестовали после прочтения его первых глав в местной газете.

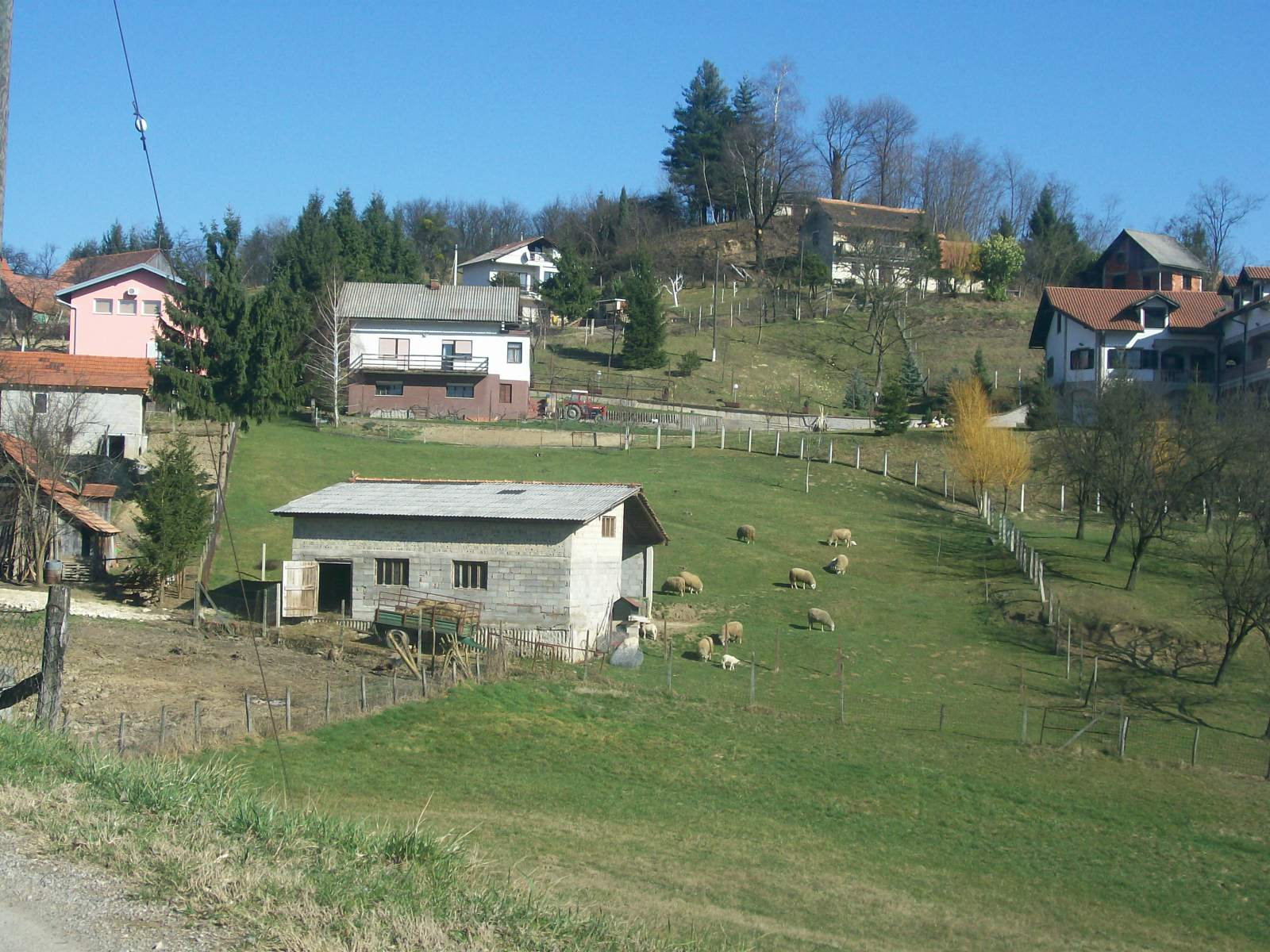
Целине-Горичке, где родился Ковачич

Наиболее известной работой Ковачича стал полуавтобиографический роман U registraturi, законченный в 1888 году. В нём он выразил большую симпатию ко всему хорватскому народу, прежде всего к крестьянам, которых он превозносил над снобистскими горожанами. В романе совмещались острая социальная сатира и натуралистическое изображение общества с элементами сверхъестественного, унаследованными от романтизма. Роман стал одним из самых значительных в истории хорватской литературы. В 1974 году по нему был снят телевизионный мини-сериал с Раде Шербеджией в одной из ролей.
Ковачич был известен как верный сторонник Анте Старчевича и его Партии права. Это делало его противником Ивана Мажуранича, на чью поэму «Смерть Смаил-аги Ченгича» он написал литературную пародию.
С годами у Ковачича стали проявляться симптомы психического расстройства, которые постепенно стали оказывать влияние на его работы, включая последние главы U registraturi.

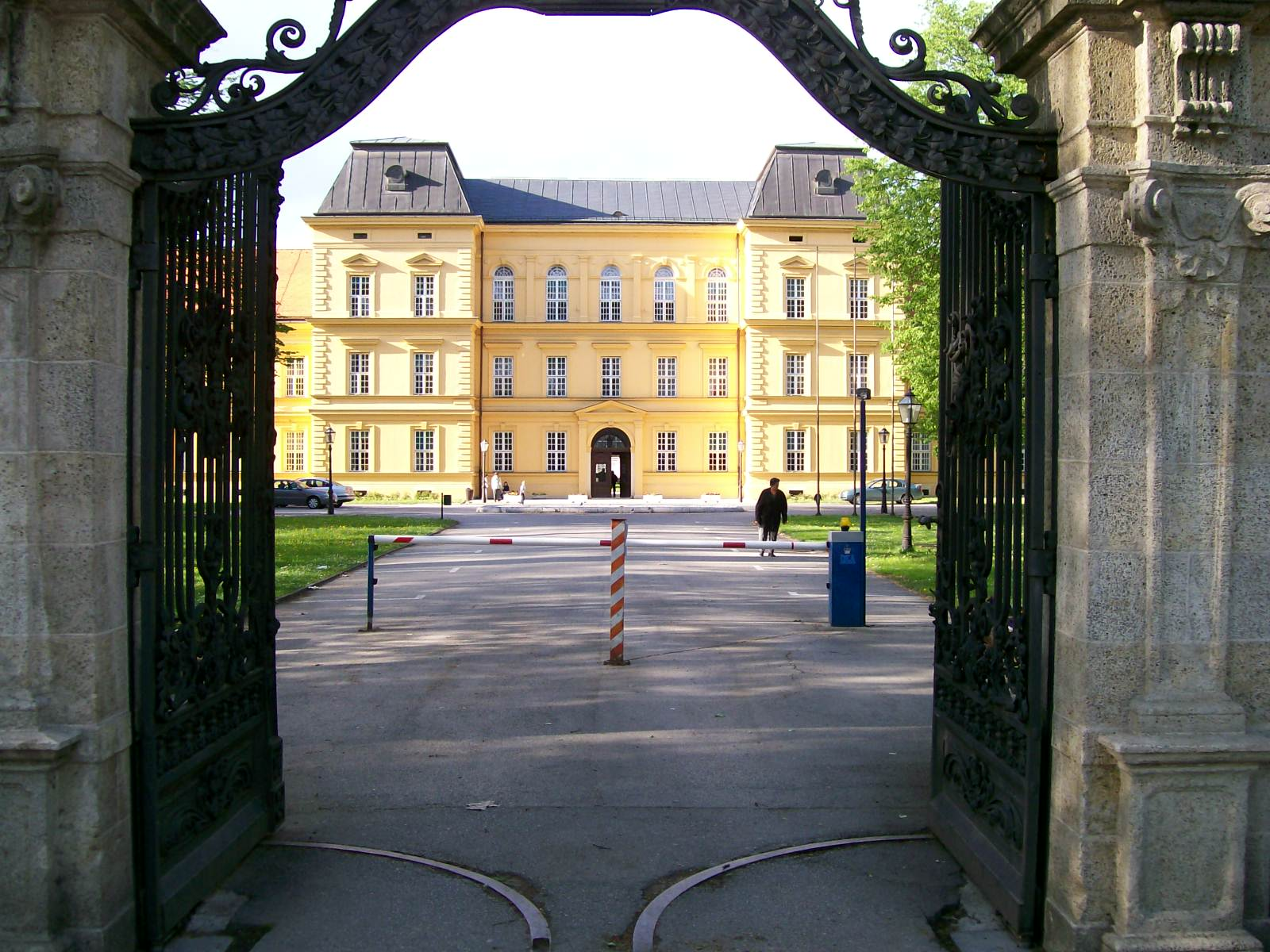
Психиатрический госпиталь во Врапче, где умер Ковачич.

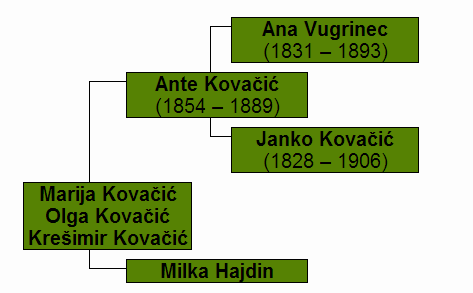
Семейное древо Анте Ковачича.

Ковачич умер от пневмонии в психиатрической больнице во Врапче (Загреб) 10 марта 1889 года. Он был безумен в момент своей смерти.
Похоронен Ковачич был на кладбище Мирогой.

## Семья
Жену Анте Ковачича звали Милкой Хайдин, они поженились в местечке Мала-Горица. У супругов было шестеро детей, их дочери Ольга и Мария стали учителями, а сын Крешимир — журналистом.

## Работы
- Zagorski čudak
- Fiškal
- Smrt babe Čengićkinje
- Baruničina ljubav
- Među žabari
- U registraturi